# Сарбаев, Раиль Салихович
Раи́ль Са́лихович Сарба́ев (баш. Раил Сәлих улы Сарбаев; р. 11 января 1962, Абзаново, Зианчуринский район, Башкирская АССР) — государственный и общественный деятель Башкортостана, премьер-министр Правительства Республики Башкортостан c 10 апреля 2008 года по 23 июля 2010 года.

## Биография
Родился 11 января 1962 года в деревне Абзаново Зианчуринского района Башкирской АССР. Образование высшее — окончил Башкирский сельскохозяйственный институт и Башкирский государственный университет (ныне Уфимский университет науки и технологий).
В 1980 году начал работать в колхозе «Дружба» Зианчуринского района. С 1980 по 1985 год учился в Башкирском сельскохозяйственном институте. В 1985 году работал старшим агрономом зианчуринского районного объединения «Сельхозхимия».
С 1985 по 1989 год — второй, затем первый секретарь Зианчуринского райкома ВЛКСМ.
С 1989 по 1992 год являлся заместителем председателя исполкома Зианчуринского райсовета. С 1992 по 1994 год — заместитель главы, с 1994 по 2000 год — глава администрации Зианчуринского района.
С 2000 по 2005 год — глава администрации Сибая.
В 2005 году руководил башкирским территориальным управлением Россельхознадзора. С марта 2005 года — министр имущественных отношений Республики Башкортостан, с мая 2007 года — министр земельных и имущественных отношений Республики Башкортостан.
10 апреля 2008 года назначен премьер-министром Башкортостана.
С 16 июля 2010 года — исполняющий обязанности премьер-министра Башкортостана в связи с досрочной отставкой М. Рахимова. 19 июля был отправлен в отставку по собственному желанию.
Также являлся председателем Совета директоров ОАО «Башинформсвязь».
С 16 января 2013 года до 4 июля 2014 года — вице-президент ОАО «СГ-транс».

## Участие ввыборах 2014
Раиль Сарбаев выдвинул свою кандидатуру на пост Президента Республики Башкортостан. В соответствии с новыми правилами выборов, кандидат в президенты может быть выдвинут только от партии (самовыдвижение исключено), причём каждая партия выдвигает только одного кандидата. В связи с этим Раиль Сарбаев покинул «Единую Россию», так как её представляет экс-президент Республики Башкортостан Рустэм Хамитов, и начал избирательную кампанию от партии «Гражданская сила». Однако, кандидатура Раиля Сарбаева была неожиданно отозвана «Гражданской силой» за 15 минут до конца рабочего дня, в последний день регистрации участников. После чего экс-премьер республики подал в суд на партию, отозвавшую его с выборов. Иски поданы в Верховный суд Башкортостана и Пресненский суд Москвы. По мнению самого Сарбаева, его кандидатура была отозвана под давлением властей:

Никто в партии не может назвать ясной и определённой причины этого отзыва — все прячут лицо. А это значит, что решение было принято в последний момент и под жёстким давлением.

Между тем, республиканский ЦИК потребовал уже от экс-кандидата вернуть деньги, выделенные на избирательную кампанию. Правозащитник Эдвард Мурзин следующим образом прокомментировал данную ситуацию:

Не могу сказать, кто стоит за этими грязными технологиями, но одно могу утверждать точно: появился новый метод снятия с предвыборной гонки неудобных кандидатов. Как бы я ни относился к Раилю Сарбаеву, считаю такие методы недопустимыми. Они подрывают доверие не только к выборам, но и к власти.

## Уголовное дело против Сарбаева
В феврале 2011 года в отношении 49-летнего Раиля Сарбаева по факту нанесения ущерба республиканской казне на сумму более 1,6 млн рублей было возбуждено уголовное дело по ч.2 ст.285 УК РФ (злоупотребление должностными полномочиями лицом, занимающим государственную должность субъекта РФ).
В ноябре 2011 года следственные органы Следственного комитета РФ по Башкортостану предъявили Сарбаеву обвинение в совершении преступления, предусмотренного ч. 4 ст. 160 УК РФ (растрата).
27 июля 2012 года суд Кировского района города Уфы вынес оправдательный приговор в отношении Сарбаева по делу о незаконной растрате бюджетных средств. 13 ноября Судебная коллегия по уголовным делам Верховного суда Башкирии вынесла определение об отмене оправдательного приговора и направлении уголовного дела на новое рассмотрение в тот же суд иным составом суда. 10 июня 2013 года Кировский районный суд г. Уфы повторно оправдал Сарбаева. Прокуратура Республики Башкортостан подала апеляционное представление на приговор в СКУД ВС РБ, но 26 сентября 2013 года Судебная коллегия по уголовным делам Верховного суда Республики Башкортостан вынесла определение об оставлении приговора без изменений, представления – без удовлетворения. Приговор и определение вступили в законную силу 6 октября 2013 года.

## Награды
- Орден Салавата Юлаева
- Заслуженный строитель Республики Башкортостан